# ГЕС Jīshíxiá
ГЕС Jīshíxiá (积石峡水电站) — гідроелектростанція на півночі Китаю у провінції Цінхай. Знаходячись між ГЕС Huángfēng (вище по течії) та ГЕС Dàhéjiā, входить до складу каскаду на одній з найбільших річок світу Хуанхе.
У межах проєкту річку перекрили кам'яно-накидною греблею із бетонним облицюванням висотою 103 метри, довжиною 322 метри та шириною по гребеню 10 метрів. Вона утримує водосховище з об'ємом 294 млн м3 і нормальним рівнем поверхні на позначці 1856 метрів НРМ.
Пригреблевий машинний зал обладнали трьома турбінами типу Френсіс потужністю по 340 МВт, які використовують напір до 73 метрів (номінальний напір 66 метрів) та забезпечують виробництво 3363 млн кВт·год електроенергії на рік.